# Surcote
Pour les articles homonymes, voir Surcote (homonymie).
Une surcote marine est un dépassement « anormal » du niveau de la mer en marée haute ou de son recul en marée basse. Ce dépassement est induit par des conditions météorologiques inhabituelles combinant leurs effets à ceux des marées induites par la lune et le soleil. Les surcotes peuvent être responsables d'inondations et de submersions importantes en zone portuaire, de polder, ou en amont d'une écluse littorale qui aurait été débordée par la mer, ou – en période de crue – qui n'aurait pas pu s'ouvrir à temps pour vider son eau. 
Inversement, si la mer n'atteint pas le niveau des hautes-eaux prévues par l'annuaire des marées, ou qu'elle se retire moins loin qu'elle ne l'aurait fait par une météo normale, on parle alors de « décote ».
L'importance des surcotes et décotes dépend du lieu considéré (topographie des fonds marins, courants, exposition aux vagues et à la houle, etc.) et des conditions météorologiques. En un lieu donné, les surcotes peuvent être décrites à partir de la comparaison entre les niveaux observés de la mer et les niveaux prédits (marée). On caractérise statistiquement les surcotes par leur amplitude pour des périodes de retour donné (exemple : surcote de 1,50 m tous les 50 ans, 1,70 m tous les 100 ans…).
La surcote, considérée comme l'un des risques naturels propres au littoral, est prévisible dans l'espace et le temps si on connait les conditions météorologiques et les phases de la marée,. Par contre, certains facteurs soudains comme les tsunamis peuvent engendrer des surcotes inopinées et brutales.
Les dégâts de la tempête Xynthia ont par exemple été liés à une surcote inhabituelle (et à l'urbanisation de zones à risques).

## Facteurs de surcotes/décotes

Fig. 4 - Propagation d'une onde modifiée par la forme du fond (phénomène accru dans un détroit).

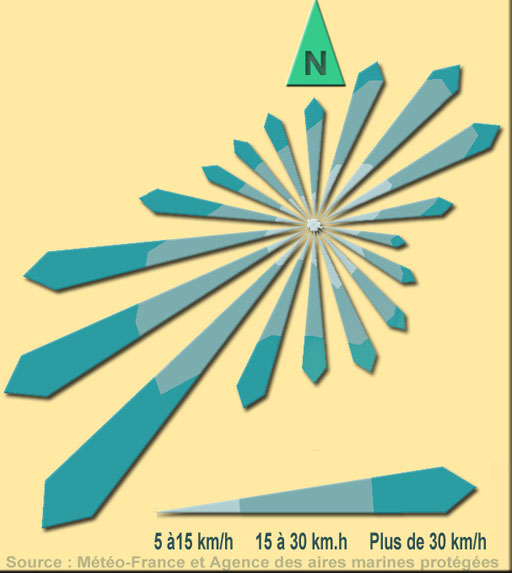
Quand, comme le montre ici la rose des vents de Boulogne-sur-Mer dans le pas de Calais les vents dominants et les vents les plus forts se superposent globalement aux courants et à la direction (résultante) du déplacement de la masse d'eau (ici de la Manche vers la Mer du Nord), si ces vents soufflent dans le même sens que la montée de la marée, ils peuvent causer des « surcotes » de Pleine mer, c'est-à-dire une mer plus haute qu'annoncée par le calcul du simple calcul de marée.

Les surcotes sont le fait d'une conjonction de différents facteurs qui interagissent avec les marées. Le cas le plus fréquent est celui d'une onde de tempête lors de fortes dépressions, venant de la mer ou centrées sur la terre, dans leur quadrant où les vents soufflent de la mer vers la terre. L'interaction entre la période de la marée, les vents qui poussent sur la surface de la mer, la pression plus basse, la configuration du fond marin, les effets d'entonnoir des côtes, etc. agissent en synergie. Ils provoquent alors une surélévation du niveau marin sur le trait de côte, ce niveau pouvant dans certains cas atteindre plus d'un mètre.
Plus rarement (selon la forme du fond et la direction du vent et des courants) et plus localement, des restes de grande houle peuvent conduire à la formation de « vagues scélérates » d'une hauteur très anormale. Encore plus rarement l'onde d'un raz-de-marée (aussi connu comme tsunami) peut conduire à la formation de vagues anormalement hautes. Des configurations particulières comme celles du goulet formé par le pas de Calais et la situations particulières du secteur Manche orientale ont suscité des études spécifiques.
La décote est, elle, causée le plus souvent par des vents venant de la terre. Les vents créent une poussée sur la surface de la mer en direction inverse du littoral qui retient la mer plus loin que normal. Ceci peut se produire avec une dépression mais dans le quadrant opposé à la surcote. On les retrouve également sous un fort anticyclone alors que la surface océanique se creuse sous l'effet d'une atmosphère qui contient plus d'air et qui est donc plus lourde.

## Effets

### Généraux
Les décotes diminuent la profondeur d'eau et gênent surtout la navigation lors des entrées ou des sorties de port. Les surcotes donnent un risque d’inondation côtière. Ceci est particulièrement important lorsqu'une surcote se produit au voisinage d'une pleine mer en période de vives-eaux, il existe alors un risque important de submersion des zones côtières sur une profondeur importante depuis le bord de mer. On parle dans ce cas de marée de tempête et celle-ci se mesure par un nombre égal à la somme de la surcote et de la valeur, positive ou négative, du niveau de la marée astronomique.

### Sur le courant de marée
Les ondes de surcote et de décote provoquent souvent en se propageant des surcourants avec des maxima atteints dans les détroits (par exemple dans le pas de Calais).

### Environnementaux
L'augmentation locale des courants peut contribuer les jours de surcote à des remises en suspension de sédiments pollués, de mouvements de micro ou macro-déchets flottants ou coulés sur le fond (dont munitions immergées parfois).
Les risques d'accident maritime augmentent et les inondations qu'elles peuvent provoquer s'accompagnent généralement d'un apport plus important en mer de déchets et polluants divers.
L'érosion du trait de côte, la destruction de dunes, digues, ou éléments stabilisateurs du trait de côte sont possibles

## Prévision
Les surcotes et les décotes sont plus fréquentes lors des périodes de tempêtes. Un certain risque peut donc être statistiquement calculé pour ces périodes (probabilités d’évènement ou de retour d'une surcote). On sait par exemple pour les littoraux de Belgique et des Pays-Bas ainsi que pour le pas de Calais, où les surcotes sont facteurs de risque d'inondation des zones de polders et de dysfonctionnement des systèmes de vidange des eaux des watringues, que :
- Les tempêtes venant de la mer du Nord (souvent plus fortes que celles d'origine Atlantique) créent des surcotes sur la façade nord de la région alors que les niveaux d’eau restent « normaux » sur la façade ouest.
- Inversement les tempêtes d'origine atlantique créent des surcotes plus élevées sur la façade ouest de la Côte d’Opale que sur la façade nord.

La variation par rapport à la normale peut être cependant évaluée par le calcul des valeurs des différents facteurs la constituant, : hauteur de la marée, temps de coïncidence avec l'arrivée des autres phénomènes comme la force et la direction du vent, forme des côtes, etc. La prévision des valeurs des décotes et surcotes joue un rôle essentiel dans le suivi de situations de crise telles que la cyclogénèse d'une tempête exceptionnelle dans les latitudes moyennes ou l'évolution d'un cyclone tropical dans les tropiques. Divers centres météorologiques ont élaboré des modèles numériques de prévision à courte échéance des surcotes sur les régions côtières.